# Limnophila (Limnophila) obscura
Limnophila (Limnophila) obscura is een tweevleugelige uit de familie steltmuggen (Limoniidae). De soort komt voor in het Afrotropisch gebied.